# Olivia Gollan
Olivia Gollan (Maitland, 27 augustus 1973) is een wielrenner uit Australië.
In 2006 nam Gollan deel aan de wegrace van de Gemenebestspelen.

## Olympische Spelen
Op de Olympische Zomerspelen van Athene in 2004 reed Gollan de wegrace, waarbij ze twaalfde werd. Ook in 2006 reed ze de wegrace van de Gemenebestspelen.

## Palmares
2002
- 84 eindklassement UCI Road Women World Cup 2002

2003
- 2e in de Amstel Gold Race[9]
- 5e in de Waalse Pijl 2003
- 8e inde GP Ouest France-Plouay 2003
- 11e eindklassement UCI Road Women World Cup 2003
- 1e in de Trophée d'Or
- 2e bij het Australisch kampioenschap tijdrijden voor elite
- nationaal kampioen op de weg
- winst Ronde van Bern
- 2e in de Amstel Gold Race

2004
- 9e eindklassement UCI Road Women World Cup 2004
- 2e Trofeo Alfredo Binda-Comune di Cittiglio
- 9e in de Waalse Pijl
- 3e in de Tour Down Under

2005
- 54e eindklassement UCI Road Women World Cup 2005

2006
- 2e in de Grand Prix de Dottignies
- winst in Grand Prix de Santa Ana

2007
- 2e in de Ronde van de Limousin-Nouvelle-Aquitaine